# 张庆麟宅院
张庆麟宅院，位于中国甘肃省天水市秦州区，为一个省级文物保护单位，类型为古建筑。
张庆麟宅院的历史年代为明、清。